# José María Moreno
José María Moreno (Buenos Aires, 17 de septiembre de 1835 - íd., 22 de marzo de 1882) fue un abogado y político argentino. Era sobrino de Mariano Moreno.

## Biografía
José Mª Moreno comenzó sus estudios en el colegio del Padre Francisco Magesté, ingresando a la Universidad de Buenos Aires en 1851 para estudiar la carrera de Derecho, y recibiéndose de abogado 10 años más tarde, tras una interrupción en sus estudios a causa del Sitio de Buenos Aires (entre 1852 y 1853).
Durante la Guerra de la Triple Alianza (1865 - 1870) fue secretario del Ministerio de Guerra. En 1867 fue elegido diputado de la Provincia de Buenos Aires, ejerciendo a la vez como fiscal general de la misma. A partir de 1872 se desempeñó como vicedirector de la UBA, y a partir de 1876 desempeñó dicho cargo a nivel nacional.
En 1878 fue elegido vicegobernador de la Provincia de Buenos Aires, siendo electo gobernador Carlos Tejedor, asumiendo su cargo el 1 de mayo. En 1880, este último organizó una sublevación contra el presidente Nicolás Avellaneda, puesto que se oponía a la federalización de la Ciudad de Buenos Aires, siendo derrotado, por lo que tuvo que renunciar a su cargo. Así Moreno asumió como gobernador de la Provincia de Buenos Aires, el 1 de julio. De todas formas Moreno también renunció a su cargo semanas más tarde. Murió en Buenos Aires, en 1882.
Destacado miembro de la Francmasonería, se inició en ésta en la Logia Unión Fraternal de Santiago de Chile, afiliándose a su regreso al país a la Logia Tolerancia N°4.
Una avenida y una estación de subte en Buenos Aires llevan su nombre en su honor. Además, en Villa Elisa (Entre Ríos) una plaza se denomina Moreno como consecuencia de su amistad con el fundador de dicha localidad, Héctor de Elía.